# Ku-ring-gai Chase National Park
Ku-ring-gai Chase National Park er en nationalpark nord for Sydney i New South Wales, Australien. Den 14.977 hektar store park ligger 25 kilometer nord for Sydneys centrum. Den er afgrænset af M1 Pacific Motorway mod vest, Hawkesbury River mod nord, Pittwater mod øst og Mona Vale Road mod syd. Derudover omfatter den Barrenjoey Headland på den østlige side af Pittwater.
Ku-ring-gai Chase er et populært turistmål, kendt for den smukke beliggenhed ved Hawkesbury River og Pittwater, betydelige flora- og faunaværdier, aboriginske kultursteder og europæiske historiske steder. Faciliteter til picnic, bådesejlads og fiskeri kan findes i hele parken. Der er også mange vandrestier i Ku-ring-gai Chase. De små bebyggelser Cottage Point, Appletree Bay, Elvina Bay, Lovett Bay, Coasters Retreat, Great Mackerel Beach og Bobbin Head ligger inde i parken.
Parken blev oprettet i 1894 og er den næstældste nationalpark i Australien efter Royal National Park, som ligger syd for Sydney. Den administreres af NSW National Parks and Wildlife Service og kom på den australske liste over natur- og kulturarv, Australian National Heritage List, i december 2006.

## Geologi
Ku-ring-gai Chase er en del af Hornsby Plateauet, en massiv blok af sandsten, som hælder op mod nord. Størstedelen af parken er et plateau i 150–200 meters højde. Plateauet deles med stejle dale af Cowan Creek, Coal and Candle Creek og Smiths Creek. Disse oversvømmede eller druknede dale, også kendt som riaer, var vandløb, som eroderede sandstenen til et niveau under den nuværende havoverflade i Pleistocæn (istiden). Da iskappen smeltede for omkring 10.000 år siden steg havniveauet og dalene blev oversvømmet.
Den dominerende klippetype er Hawkesbury sandsten, og klippeformationer og huler i sandstenen findes mange steder i parken. Aboriginerne har i årtusinder lavet udskæringer i sandstenen. Der er også tessellerede klippeoverflader i parken.
Andre klippetyper er mindre almindelige i parken. Jord fra skifer findes på østkysten af Lambert Peninsula, især omkring Elvina Bay og Lovett Bay. Denne mere frugtbare jordtype giver en anden vegetation end den mere sandede, som findes andre steder. Her vokser blandt andet "spotted gums" (Corymbia maculata), der kan nå en højde på 45-60 meter. Der findes eroderede rester af vulkanske gange ved bl.a. Resolution Picnic Area ved West Head og Campbells Crater nær Cowan, som giver grundlag for områder med "Sydney blue gum" (Eucalyptus saligna).
Parkens højeste punkt er 246 meter ved Willunga Trig nær West Head Road, som løber langs bjergkammen på Lambert Peninsula.

## Fauna og flora
Blandt de pattedyr, man kan se i parken, er den lille kænguru tofarvet wallaby, kortnæbbet myrepindsvin, næbdyr, punggrævlingen Perameles nasuta og den flyvende hund Pteropus poliocephalus. Blandt krybdyr findes varanen Varanus rosenbergi, som kan blive 1,5 meter lang, slangen Hoplocephalus bungaroides,
160 forskellige fuglearter er registreret i parken. Blandt dem er kratkalkun, grå lyrehale, lille ravnekakadu, stor høgeugle og hvidbrystet havørn.
|                                |
| Punggrævling, Perameles nasuta |

|                    |
| Varanus rosenbergi |

|            |
| Kratkalkun |

|                   |
| Små ravnekakaduer |

Flere end 1.000 plantearter er fundet i parken, og den er en vigtig lokalitet for den oprindelige vegetation omkring Sydney. Markante træer i parken er Corymbia maculata og Eucalyptus saligna. Blandt mindre træer/buske findes Banksia serrata og Melaleuca citrina fra myrte-familien.
|                                |
| Spotted gum, Corymbia maculata |

|                                    |
| Sydney blue gum Eucalyptus saligna |

|                                      |
| Sydney green wattle Acacia decurrens |

|                                       |
| Crimson bottlebrush Melaleuca citrina |

## Historie

### Før europæernes ankomst
De første indbyggere i området var de aboriginske guringai folk, som parken er opkaldt efter. De første europæere har ikke samlet mange oplysninger om guringai, og deres samfund blev hurtigt ødelagt af sygdomme og konflikter med de europæiske bosættere.
Der er mange spor i parken efter aboriginske bosættelser før europæernes ankomst. I alt findes der mere end 800 steder i parken. Det omfatter helleristninger, hulemalerier, bosteder, håndtegn, furer hugget med økse og møddinger, som vidner om, hvordan Guringai-folket levede.

### Parkens historie
Parkens område blev kun ringe udnyttet af de første bosættere på grund af den dårlige jord eller svære tilgængelighed, med undtagelse af nogle af de mere frugtbare højdedrag. Der blev etableret savværker i 1830'erne, bl.a. i de øvre dele af Cowan Creek, hvor Duffy's Wharf blev anlagt til transport af træstammer.
Hovedvejen Pacific Highway og jernbanen, som er bygget på højdedraget, der udgør parkens vestlige grænse, gav adgang til Cowan Creek, hvor bosættere slog sig ned.
En enkelt lokal borger, Eccleston Du Faur, pressede på for at lave en nationalpark for det nordlige Sydney, efter at Royal National Park syd for Sydney blev grundlagt i 1879. I 1894 blev der oprettet en park på 13.500 hektar, som ikke kun omfattede land, men også det meste af Cowan Water. Parken blev opkaldt efter de oprindelige indbyggere, en aboriginsk gruppe kaldt Kuring-gai eller Guringai, og "chase" for at angive, at det var et jagtområde, der ikke var indhegnet.
Ku-ring-gai Chase blev en nationalpark med National Parks and Wildlife Act i 1967. Siden er parken blevet udvidet, så den nu dækker 14.882 hektar.
TV-serien Skippy the Bush Kangaroo blev optaget i Ku-ring-gai Chase National Park og den nærliggende Waratah Park.
Parken blev ramt af skovbrande i januar 1994.